# 劉易斯泉 (亞利桑那州)
劉易斯泉（英語：Lewis Springs）是位於美國亞利桑那州科奇斯縣的一個非建制地區。該地的面積和人口皆未知。

## 地理
劉易斯泉的座標為31°34′52″N 110°08′31″W / 31.58111°N 110.14194°W，而該地的平均海拔高度為1234米（即4049英尺）。